# Benicia
Benicia város az USA Kalifornia államában, Solano megyében. Lakosainak száma 27 131 fő (2020. április 1.).

## Népesség
A település népességének változása:

| 2010 | 26 997 |
| 2020 | 27 131 |